# Harpalus rufitarsoides diversipennis
Harpalus rufitarsoides diversipennis é uma subespécie de insetos coleópteros pertencente à família Carabidae.
A autoridade científica da subespécie é Schatzmayr, tendo sido descrita no ano de 1943.
Trata-se de uma subespécie presente no território português.